# Obrona konieczna
Obrona konieczna – okoliczność wyłączająca bezprawność czynu zabronionego. Obrona konieczna jest zatem jednym z kontratypów. Dokonanie czynu w sytuacji obrony koniecznej oznacza, że sprawca nie będzie zań ścigany – czyn nie był bowiem bezprawny.
Obrona konieczna wyłącza również bezprawność czynu niedozwolonego (zob. art. 423 k.c.) i jest dopuszczalnym środkiem służącym do ochrony naruszonego posiadania i dzierżenia w prawie cywilnym (zob. art. 343 § 1 i 3 k.c.).
Obrona przed bezprawnym zamachem (atakiem) jest prawem gwarantowanym przez obowiązujący w Polsce Kodeks karny z 1997 roku.
Art. 25 § 1. Nie popełnia przestępstwa, kto w obronie koniecznej odpiera bezpośredni, bezprawny zamach na jakiekolwiek dobro chronione prawem. § 2. W razie przekroczenia granic obrony koniecznej, w szczególności gdy sprawca zastosował sposób obrony niewspółmierny do niebezpieczeństwa zamachu, sąd może zastosować nadzwyczajne złagodzenie kary, a nawet odstąpić od jej wymierzenia. § 2a. Nie podlega karze, kto przekracza granice obrony koniecznej, odpierając zamach polegający na wdarciu się do mieszkania, lokalu, domu albo na przylegający do nich ogrodzony teren lub odpierając zamach poprzedzony wdarciem się do tych miejsc, chyba że przekroczenie granic obrony koniecznej było rażące. § 3. Nie podlega karze, kto przekracza granice obrony koniecznej pod wpływem strachu lub wzburzenia usprawiedliwionych okolicznościami zamachu. 
Prawo to jest jednym z podstawowych praw podmiotowych człowieka.
Prawo rzymskie głosi vim vi repellere licet (łac. siłę wolno odeprzeć siłą).

## Warunki obrony koniecznej
Nie każdy zamach na dobro własne lub innej osoby uprawnia jednak do podjęcia obrony. Podjęcie obrony koniecznej uzasadnia tylko zamach, który jest bezprawny, bezpośredni i rzeczywisty.
Ażeby uznać jakiś czyn za zamach, to czyn ten musi mieć charakter czynu bezprawnego. Bezprawność czynu polega na tym, że czyn ten jest sprzeczny z obowiązującym prawem (normą prawną). Nie chodzi tu o bezprawność w ogóle, lecz wyłącznie o bezprawność (sprzeczność z normą prawną), która jest elementem przestępstwa i pociąga za sobą odpowiedzialność karną. W pewnych warunkach czyn zawierający znamiona przestępstwa, a więc czyn bezprawny, nie ma cechy bezprawia karnego. Najczęściej występującym przypadkiem braku bezprawności czynu jest działanie w granicach swego prawa lub obowiązku prawnego.
Obrona konieczna nie jest dopuszczalna przeciwko obronie koniecznej, gdyż działanie w obronie koniecznej jest dozwolone przez prawo, a zatem nie posiada cechy bezprawności.
Kolejnym warunkiem dopuszczającym działanie w obronie koniecznej jest to, że zamach musi być rzeczywisty. Zamach musi mieć zatem charakter przedmiotowy, a nie podmiotowy, to znaczy, że zamach musi istnieć w rzeczywistości, a nie w wyobraźni rzekomo napadniętego. Odpowiedzialność w takich przypadkach nie jest rozpatrywana na płaszczyźnie obrony koniecznej, której nie ma, lecz na płaszczyźnie błędu (obrona urojona).
Ostatnim warunkiem dopuszczającym obronę konieczną jest wymóg, aby zamach był bezpośredni, to znaczy, aby powodował bezpośrednie niebezpieczeństwo dla zagrożonego dobra. Nie może to być niebezpieczeństwo przewidywane lub minione. Nie oznacza to, że broniący się musi oczekiwać na zamach sprawcy, by móc powoływać się na działanie w ramach obrony koniecznej. Wystarczy, że z okoliczności sytuacji jednoznacznie wynika, iż napastnik przystępuje do ataku na dobro prawem chronione.

## Konieczność obrony koniecznej
Oznacza działanie w taki sposób i takimi środkami, jakie są w danej sytuacji niezbędne do odparcia zamachu; w doktrynie panuje spór, czy obrona konieczna ma charakter samoistny czy subsydiarny.
- Subsydiarność obrony koniecznej – odparcie zamachu kosztem napastnika usprawiedliwione jest wtedy, gdy nie było innego racjonalnego sposobu uniknięcia zamachu.
- Samoistność obrony koniecznej – odparcie zamachu kosztem napastnika jest usprawiedliwione samym bezprawnym i bezpośrednim zamachem na jakiekolwiek dobro chronione prawem. Nie jest tutaj warunkiem brak możliwości uniknięcia zagrożenia zaatakowanego dobra w inny sposób niż przez poświęcenie dobra napastnika. Zwolennikami tego poglądu są m.in. Andrzej Marek i Kazimierz Buchała.
- Względna subsydiarność obrony koniecznej – wolno korzystać z niej tylko wtedy, gdy jest to konieczne („konieczne” należy rozumieć w sensie humanistycznym, czyli racjonalnie z punktu widzenia społecznych przekonań i odczuć). Przyjęte tu stanowisko nie oznacza, że np. zaatakowany musi zawsze wybrać drogę ucieczki (a tak by się stało, jeżeli przyjęto by subsydiarną obronę konieczną). Zwolennikami tego poglądu są m.in. Andrzej Zoll i Andrzej Wąsek.

## Granice obrony koniecznej
Istotą działania w obronie koniecznej jest odpieranie zamachu. Adresatem tych działań jest tylko napastnik i jego dobro. Odpieranie zamachu kosztem dobra osoby trzeciej nie będzie działaniem w ramach obrony koniecznej, lecz może w tym przypadku zachodzić stan wyższej konieczności.
Zasada obrony koniecznej sformułowana w Kodeksie karnym nie stawia wymogu, aby dobro zagrożone zamachem przedstawiało większą wartość niż dobro zaatakowane przez broniącego się. Natomiast wartość chronionego dobra powinna mieć wpływ na charakter (środki) podjętej obrony. Im bardziej wartościowe, ważkie jest dobro chronione, tym ostrzejsze środki obrony są dopuszczalne, włącznie z ciężkim naruszeniem ciała lub zabiciem napastnika. Istnieje jednak warunek umiarkowania obrony – nie może wystąpić rażąca dysproporcja między dobrem zaatakowanym zamachem a dobrem napastnika, przeciwko któremu skierowane jest działanie obronne. Prawo do obrony koniecznej jest prawem samoistnym, toteż przysługuje również wówczas, gdy istnieje możliwość uniknięcia zamachu (np. ucieczka, wezwanie policji).

## Przekroczenie granic obrony koniecznej
Przepisy karne wymagają, aby środki obrony nie przekraczały granicy konieczności w zakresie siły i rodzaju, czyli aby były konieczne (niezbędne) dla odparcia zamachu. Osoba odpierająca zamach musi działać w celu jego odparcia, co zakłada świadomość zamachu i wolę obrony dobra zaatakowanego.
Jeżeli działania podjęte w ramach obrony koniecznej nie odpowiadają stawianym im wymogom i powodują naruszenie jakiegokolwiek dobra napastnika: życia, zdrowia, czci, mienia, to wówczas następuje przekroczenie granic obrony koniecznej (łac. excessus defensionis). Przekroczenie takie ma miejsce, gdy środki lub sposoby obrony były niewspółmierne do niebezpieczeństwa zamachu – sytuację taką określa się mianem ekscesu intensywnego; obrona jest przedwczesna lub spóźniona – określona jako eksces ekstensywny.
Naruszenie jakiegokolwiek dobra napastnika, gdy granica obrony koniecznej jest przekroczona, stanowi przestępstwo. Ponieważ przepisy karne nie znają przestępstwa przekroczenia granic obrony koniecznej, to odpowiedzialność karna, w zależności od przypadku naruszenia czyjegoś dobra w związku z przekroczeniem granic obrony koniecznej, będzie ponoszona w zależności od rodzaju naruszonego dobra.
Jednakże Kodeks karny, uwzględniając fakt, że przestępstwo zostało popełnione nie z własnej winy, i że w momencie zamachu trudno jest określić granice obrony koniecznej, przewiduje, że w razie przekroczenia granic obrony koniecznej sąd może zastosować nadzwyczajne złagodzenie kary, a nawet odstąpić od jej wymierzenia. A w sytuacji, gdy przekroczenie granic byłoby wynikiem strachu lub wzburzenia usprawiedliwionego okolicznościami zamachu, a więc w warunkach tzw. afektu astenicznego, ustawodawca przewidział, iż sprawca nie podlega karze (nowelizacja z 2010 r. – wcześniej obligatoryjne odstąpienie od wymierzania kary), co ma istotne znaczenie na gruncie prawa procesowego, albowiem niepodleganie przez sprawcę karze jest negatywną przesłanką procesową (art. 17 § 1 pkt 4 k.p.k.), czyli postępowania karnego nie wszczyna się, a wszczęte umarza. Ponadto od 2018 r. postępuje się tak samo, jeśli przekroczenie granic obrony koniecznej nie było rażące i wiązało się z odparciem zamachu polegającego na naruszeniu miru domowego lub zamachu poprzedzonego takim naruszeniem.

## Dawniejsze regulacje
Kodeks karny (1932): art. 21 § 1. Nie popełnia przestępstwa, kto działa w obronie koniecznej, odpierając bezpośredni bezprawny zamach na jakiekolwiek dobro własne lub innej osoby. § 2. W razie przekroczenia granic obrony koniecznej sąd może zastosować nadzwyczajne złagodzenie kary, a nawet od kary uwolnić.
Kodeks karny (1969): art. 22 § 1. Nie popełnia przestępstwa, kto w obronie koniecznej odpiera bezpośredni bezprawny zamach na jakiekolwiek dobro społeczne lub jakiekolwiek dobro jednostki. § 2. Działa w obronie koniecznej w szczególności ten, kto występuje w celu przywrócenia porządku lub spokoju publicznego, chociażby to nie wynikało z obowiązku służbowego. § 3. W razie przekroczenia granic obrony koniecznej, w szczególności gdy sprawca zastosował sposób obrony niewspółmierny do niebezpieczeństwa zamachu, sąd może zastosować nadzwyczajne złagodzenie kary, a nawet odstąpić od jej wymierzenia.

## Prawo wykroczeń
Obrona konieczna jest też kontratypem w prawie wykroczeń. Reguluje ją art. 15 Kodeksu wykroczeń. Jej unormowanie jest identyczne z kodeksem karnym, z tym że nie przewiduje się nadzwyczajnego złagodzenia kary w razie przekroczenia jej granic.